# Erika Karkuszewska
Erika Karkuszewska, znana jako Erika Kaar, właściwie Erika Bielska (ur. 3 października 1988 w Berlinie) – polska aktorka.

## Życiorys
Urodziła się w Berlinie Zachodnim. Absolwentka SGH (międzynarodowe stosunki gospodarcze). Jako studentka I roku Akademii Teatralnej w Warszawie wygrała casting na rolę Joanny w brytyjsko-polskim serialu TV Dzwony wojny. Później zagrała w kilku polskich serialach, m.in. Blondynka (2014) i Bodo (2016). W 2016 roku wystąpiła w bollywoodzkiej produkcji Shivaay gdzie zagrała jedną z głównych ról (Olga).

## Życie osobiste
We wrześniu 2019 roku poślubiła na Sycylii adwokata Macieja Bielskiego. Przyjęła nazwisko po mężu.

## Filmografia
| Rok     | Tytuł               | Rola                               | Uwagi           |
| ------- | ------------------- | ---------------------------------- | --------------- |
| 2014    | Dzwony wojny        | Joanna                             |                 |
| 2014    | Blondynka           | fryzjerka                          | odc. 27         |
| 2015    | Aż po sufit!        | Natalia Domirska, żona Łukasza     |                 |
| 2016    | Shivaay             | Olga                               |                 |
| 2016    | Bodo                | Hania, szwaczka w zakładzie Moryca |                 |
| 2017    | Amerykańscy bogowie | Zorya Polunochnaya                 | rola gościnna   |
| 2018    | Ojciec Mateusz      | Eliza Maik                         | odc. 248        |
| 2019    | Whiskey Cavalier    | Iona                               |                 |
| 2020    | Stulecie Winnych    | Krysia Żelazkiewicz                | odc. 16, 17, 20 |
| 2020    | Ludzie i bogowie    | Aniela                             |                 |
| 2020    | Żywioły Saszy       | Henrietta                          |                 |
| 2021    | Erynie              | Renata Sperling                    | odc. 1, 2, 3    |
| od 2022 | Mój agent           | Ilona                              |                 |